# Fontenova (La Coruña)
Fontenova (en gallego y oficialmente, A Fontenova) es un lugar de la parroquia de Laraxe en el municipio coruñés de Cabanas, en la comarca del Eume. Tenía 12 habitantes en el año 2021 según datos del Instituto Gallego de Estadística, de los cuales eran 7 eran hombres y 5 eran mujeres, lo que supone un aumento con relación al año 1999, cuando tenía 10 habitantes.